# 第四ディーシーカード
第四ディーシーカード株式会社（だいしディーシーカード、THE DAISHI DC CARD Co.,Ltd.）は第四北越フィナンシャルグループ傘下（第四北越銀行系列）であり、ディーシーカードのフランチャイジーである。第四北越銀行の顧客基盤を基に主に新潟県内でディーシーカードの発行、加盟店の獲得を行っている。
本社は、かつての新潟証券取引所だった建物を2023年まで使用していた。

## 関連会社
- 第四北越フィナンシャルグループ
- 第四北越銀行
- 三菱UFJニコス